# Helvècia
Helvècia, o Helvetia, era el país on habitaven els helvecis (helvetii).
Juli Cèsar el descriu, i diu que ocupava un territori entre la Serralada del Jura a l'oest, el Roine i el llac Léman al sud i el Rin a l'est i al nord. No diu res del límit de després del llac Léman, perquè segurament no en sabia res. Sembla que els helvecis habitaven les planes i zones muntanyoses, però no les planúries d'alta muntanya. Estrabó diu que feia frontera amb Rètia i Vindelícia i que els seus habitants ocupaven les planes de la muntanya (ὀροπέδια), segurament les planes de les valls a nivells elevats.
Cèsar diu també que Helvècia estava dividida en quatre districtes (pagus), i tenia dotze ciutats i quatre-cents pobles. Dona el nom de dos districtes, Tigurinus i Verbigenus. El nom d'Helvètia no es va fer comú fins més tard, però Cèsar ja dona al país el nom d'Helvetia Civitas. Alguns noms de ciutats helvètiques els donen historiadors posteriors, i semblen ser d'origen gal: Noeodunum o Colonia Equestris, Salodurum, Eburodunum, Aventicum, i Minnodunum. Augusta Rauracorum (Augst) es va fundar en temps d'August amb un nom romà i es trobava fora dels límits de l'Helvetia que descriu Cèsar; també Basilia (Basilea) es va fundar durant l'Imperi.
Els romans van construir algunes vies al país: al Jura la que anava d'Orba (Orbe) a Ariolica; la que anava d'Orba a Ginebra passant per Lacus Lausonius (Lausana) i Equestris. La que anava de Vibiscum (Vevay) a Aventicum (Avenches) passant per Bromagus i Minnodunum; la que anava de Salodurum a Augusta Rauracorum i d'aquesta ciutat cap a l'est fins a Vindonissa (Windisch), Ad Fines (Pfyn), Arbor Felix, i Brigantia (Bregenz) al llac de Constança.
Part de la Gàl·lia Narbonense, al segle iii va quedar dins la província de Sequania.
El grup suís de folk metal Eluveitie, el qual canta algunes de les seves cançons en gal, deu el seu nom a aquest país.